# رایان شکلر
رایان شکلر (انگلیسی: Ryan Sheckler؛ زادهٔ ۳۰ دسامبر ۱۹۸۹) ورزشکار اسکیت‌بردینگ اهل ایالات متحده آمریکا است.
از فیلم‌ها یا برنامه‌های تلویزیونی که وی در آن نقش داشته‌است می‌توان به پری دندان اشاره کرد.